# Trichomycterus variegatus
Trichomycterus variegatus är en fiskart som beskrevs av Costa 1992. Trichomycterus variegatus ingår i släktet Trichomycterus och familjen Trichomycteridae. Inga underarter finns listade i Catalogue of Life.